# Theretra bisecta
Theretra bisecta är en fjärilsart som beskrevs av Moore 1857. Theretra bisecta ingår i släktet Theretra och familjen svärmare. Inga underarter finns listade i Catalogue of Life.